# Nikołaewo (obwód Plewen)
Nikołaewo (bułg. Николаево) – wieś w Bułgarii, w obwodzie Plewen, w gminie Plewen. Według danych szacunkowych Ujednoliconego Systemu Ewidencji Ludności oraz Usług Administracyjnych dla Ludności, 15 czerwca 2020 roku miejscowość liczyła 925 mieszkańców.
W pobliżu wsi znaleziono tracki skarb z III w. n.e.